# 50. pr. Kr.
◄ | 2. stoljeće pr. Kr. | 1. stoljeće pr. Kr. | 1. stoljeće | ►
◄ | 80-ih pr. Kr. | 70-ih pr. Kr. | 60-ih pr. Kr. | 50-ih pr. Kr. | 40-ih pr. Kr. | 30-ih pr. Kr. | 20-ih pr. Kr. | ►
◄◄ | ◄ | 53. pr. Kr. | 52. pr. Kr. | 51. pr. Kr. | 50 pr. Kr. | 49. pr. Kr. | 48. pr. Kr. | 47. pr. Kr. | ► | ►►
Astronomija

## Događaji
- Dalmati su osvojili grad Promonu. Kada su Rimljani poslali vojsku na njih, Dalmati su ih ametice potukli.